# 今西良共
今西 良共（いまにし よしとも、1957年 - ）は日本の地方公務員、園芸家。元名古屋市緑政土木局緑地部長で現岐阜県立国際園芸アカデミー学長。
名古屋市役所に奉職以来、公園緑地の計画から整備、管理、運営に至るまで幅広く携わる。
名古屋市退職後も岐阜県立国際園芸アカデミー学長や沼津市、一般財団法人公園財団理事、（一社）公園管理運営士会副会長を務めるなど、日本各地の公園緑地の発展に貢献している。 
岐阜県生まれ。1980年千葉大学園芸学部環境緑地学科を卒業し、名古屋市役所へ入庁。公園を利用者である市民の重要な資産としてとらえた公園経営の取り組みを積極的に推進した。
2017年に名城公園内にオープンしたは民設民営による複合営業施設「トナリノ」、2018年に鶴舞公園オープンした、公益財団法人が施設整備から管理運営まで全てを行う多目的グラウンド「テラスポ鶴舞」など、公園への民間活力導入の業績については、名古屋市の公園経営に寄与しただけでなく、全国の公園への民間活力導入の先駆けとなる。
2021年に第43回日本公園緑地協会北村賞を受賞。